# Checkers de Charlotte (EHL)
Pour les articles homonymes, voir Checkers de Charlotte (homonymie).
Les Checkers de Charlotte sont une franchise professionnelle de hockey sur glace en Amérique du Nord qui a évolué dans l'Eastern Hockey League de 1956 à 1973 puis dans la Southern Hockey League de 1973 à 1977. L'équipe était basée à Charlotte en Caroline du Nord aux États-Unis.

## Histoire
À la suite de la destruction de leur patinoire par un incendie le 23 janvier 1956, les Clippers de Baltimore sont obligés de se délocaliser pour disputer leurs 12 matchs restant à jouer à domicile et s'installent notamment à Charlotte pour 5 d'entre eux. Ce déménagement forcé à Charlotte est un succès immédiat puisque dès le 30 janvier suivant, les Clippers jouent devant 10 363 spectateurs dans le Charlotte Coliseum qui ne contient pourtant que 9 500 places assises ; 3 000 autres potentiels spectateurs ayant été refoulés à l'entrée. Finalement, les Clippers enregistrent un total de plus de 40 000 spectateurs cumulés sur l'ensemble des 5 matchs.
Forte de cet engouement, l'équipe s'installe définitivement à Charlotte pour la saison suivante et devient les Clippers de Charlotte. Cette première saison en Caroline du Nord est marquée par le succès de l'équipe qui termine à la première place de la saison régulière avec 101 points, nouveau record de l'Eastern Hockey League. Du point de vue des statistiques individuelles, six joueurs de l'équipe sont classés parmi les 10 meilleurs pointeurs de la ligue, les trois premiers étant même tous membres des Clippers : Al O'Hearn est premier avec 117 points, nouveau record de la ligue, Doug Adam deuxième avec 114 points et Chuck Stuart, qui a aussi joué au cours de la saison avec les Jets de Johnstown, est troisième avec 108 points. Les trois autres joueurs dans les 10 premiers sont Stan Warecki, sixième, Hervé Lalonde, septième et Jim McNulty, dixième, avec respectivement 103, 97 et 91 points. Adam est également meilleur buteur et établit lui aussi un nouveau record de l'EHL en marquant 65 buts,. Côté gardien, Les Binkley termine à la deuxième place du classement avec une moyenne de 3,79 buts encaissés par match. Ce succès de l'équipe est marqué par une moyenne de plus de 4 000 spectateurs par match au Charlotte Coliseum pour un total de 182 487 fans sur l'ensemble de la saison. En séries éliminatoires, l'équipe bat successivement les Blades de New Haven puis les Ramblers de Philadelphie pour gagner le trophée Atlantic City Boardwalk. Les Clippers sont aussi fortement représentés dans les équipes d'étoiles de la ligue avec la sélection de Adam dans la première équipe et de Binkley, John Muckler et O'Hearn dans la deuxième.

## Statistiques

### EHL
| No | Saison    | PJ | V  | D  | N  | BP  | BC  | Pts | Classement | Séries éliminatoires | Entraîneur     |
| -- | --------- | -- | -- | -- | -- | --- | --- | --- | ---------- | -------------------- | -------------- |
| 1  | 1956-1957 | 64 | 50 | 13 | 1  | 364 | 239 | 101 | 1er        | Vainqueurs           | Andy Brown     |
| 2  | 1957-1958 | 64 | 38 | 25 | 1  | 275 | 243 | 77  | 1er        | Finalistes           | Stan Warecki   |
| 3  | 1958-1959 | 64 | 24 | 38 | 2  | 209 | 283 | 50  | 6e         | Non qualifiés        | Andy Brown     |
| 4  | 1959-1960 | 64 | 31 | 29 | 4  | 243 | 244 | 66  | 2e, Sud    | Éliminés au 1er tour | Pete Horeck    |
| 5  | 1960-1961 | 64 | 25 | 34 | 5  | 221 | 265 | 55  | 4e, Sud    | Non qualifiés        | Gordon Tottle  |
| 6  | 1961-1962 | 68 | 26 | 40 | 2  | 226 | 270 | 54  | 4e, Sud    | Non qualifiés        | Joe Crozier    |
| 7  | 1962-1963 | 68 | 35 | 31 | 2  | 242 | 264 | 72  | 3e, Sud    | Éliminés au 2e tour  | Joe Crozier    |
| 8  | 1963-1964 | 72 | 30 | 41 | 1  | 276 | 304 | 61  | 4e, Sud    | Éliminés au 1er tour | Walter Broda   |
| 9  | 1964-1965 | 72 | 35 | 35 | 2  | 262 | 286 | 72  | 3e, Sud    | Éliminés au 1er tour | Fred Creighton |
| 10 | 1965-1966 | 72 | 42 | 30 | 0  | 300 | 251 | 84  | 2e, Sud    | Éliminés au 2e tour  | Fred Creighton |
| 11 | 1966-1967 | 72 | 36 | 33 | 3  | 259 | 235 | 75  | 2e, Sud    | Éliminés au 2e tour  | Fred Creighton |
| 12 | 1967-1968 | 72 | 42 | 21 | 9  | 333 | 243 | 93  | 2e, Sud    | Finalistes           | Fred Creighton |
| 13 | 1968-1969 | 72 | 37 | 29 | 6  | 274 | 381 | 80  | 3e, Sud    | Éliminés au 1er tour | Fred Creighton |
| 14 | 1969-1970 | 74 | 34 | 31 | 9  | 284 | 266 | 77  | 3e, Sud    | Éliminés au 2e tour  | Fred Creighton |
| 15 | 1970-1971 | 74 | 55 | 12 | 7  | 383 | 153 | 117 | 1er, Sud   | Vainqueurs           | Fred Creighton |
| 16 | 1971-1972 | 73 | 47 | 18 | 8  | 330 | 180 | 102 | 1er, Sud   | Vainqueurs           | Fred Creighton |
| 17 | 1972-1973 | 76 | 26 | 40 | 10 | 241 | 313 | 62  | 4e, Sud    | Non qualifiés        | Jack Wells     |

### SHL
| No | Saison    | PJ | V  | D  | N  | BP  | BC  | Pts | Classement | Séries éliminatoires                 | Entraîneur    |
| -- | --------- | -- | -- | -- | -- | --- | --- | --- | ---------- | ------------------------------------ | ------------- |
| 18 | 1973-1974 | 72 | 44 | 27 | 1  | 309 | 227 | 86  | 2e         | Éliminés au 1er tour                 | Patrick Kelly |
| 19 | 1974-1975 | 72 | 50 | 21 | 1  | 370 | 256 | 101 | 1er        | Vainqueurs                           | Patrick Kelly |
| 20 | 1975-1976 | 72 | 42 | 20 | 10 | 302 | 206 | 94  | 1er        | Vainqueurs                           | Patrick Kelly |
| 21 | 1976-1977 | 50 | 22 | 25 | 3  | 180 | 186 | 47  | 3e         | Aucune séries jouées, ligue dissoute | Patrick Kelly |